# Milwaukie
Pour les articles homonymes, voir Milwaukee (homonymie).
Milwaukie est une ville du Comté de Clackamas situé dans le nord-ouest de l'État de l'Oregon aux États-Unis.

## Personnalités liées à la ville
- Mike Bliss NASCAR
- Charles Amos Babb (1873-1954) (baseball)
- Peter Cookson (1913-1990) acteur
- Jeff Faine (1981) joueur d'NFL au Saints de La Nouvelle-Orléans
- Chael Sonnen, né en 1977 à Milwaukie, est un pratiquant de MMA américaine.
- Liz McCarthy, née en 1986 à Milwaukie, est une pratiquante de MMA américaine.

## Autres
- Dark Horse Comics siège
- Milwaukie High School, "Milwaukie Mustang"
- La Salle High School (Milwaukie, Oregon)